# Zeljko Karajica
Zeljko Karajica (* 14. Dezember 1970 in Hamburg) ist ein deutscher Manager und Unternehmer.

## Leben
Zeljko Karajica wurde als erster von drei Söhnen kroatischer Einwanderer in Hamburg geboren. Die ersten Jahre seiner Kindheit lebte er bei seinen Großeltern im damaligen Jugoslawien. Seine restliche Kindheit und Jugend verbrachte er mit seinen Eltern und Brüdern in Hamburg.

## Ausbildung
Im Jahr 1990 absolvierte Zeljko Karajica sein Abitur am Hamburger Albrecht-Thaer-Gymnasium. Danach studierte er Politikwissenschaften und Volkswirtschaft an der Universität Hamburg. Sein Studium zum Diplom-Politologen schloss er im Jahr 1995 ab, ein Jahr später 1996, folgte der Abschluss zum Diplom-Volkswirt.

## Karriere

### Anfänge
Bereits während seines Studiums arbeitete er als Moderator beim Hamburger Radiosender OK Radio und als freier Redakteur bei Tele 5. Danach folgte eine Stelle als Redakteur bei Premiere (heute Sky Deutschland). Dort stieg er zum Leiter des Bereiches „Creative Services“ auf. Danach leitete er die Agentur Creation Club GmbH als Geschäftsführer.

### Plazamedia
Im Jahr 2006 übernahm er die Geschäftsführung der Plazamedia GmbH, welche Live-Sport- und Eventproduktionen anbietet.

### Constantin Sport Medien
Zusätzlich zu seiner Position als Plazamedia-Geschäftsführer, verantwortete er die Constantin Sport Medien GmbH als Geschäftsführer, die für die Deutsche Telekom den Fußballsender LIGA total! produzierte.

### DSF und Sport1
Ab dem Juli 2009 wurde er zusätzlich zu seiner Tätigkeit als Geschäftsführer der Plazamedia GmbH und der Constantin Sport Medien GmbH, auch noch Geschäftsführer von DSF (Deutsches Sport Fernsehen) und Sport1. Nach seinem Amtsantritt führte er das Fernsehangebot von DSF und die Online-Sportplattform von Sport1 zu einer einheitlichen Marke zusammen, die heute als Sport1 bekannt ist. Zusammen mit dem Re-Branding, baute er den Fernsehsender auch inhaltlich wieder zu einem richtigen Sportsender um, nachdem dieser die Jahre zuvor wegen Call-In-Shows am Nachmittag und Erotik-Clips im Nachtprogramm in die Kritik geraten ist. Zeljko Karajica brachte Formate wie die Darts-WM, die Eishockey-WM, die IAAF Diamond League, die Sport1 News, den WM Doppelpass, TURBO – Das Automagazin und die PS-Profis ins deutsche Fernsehen. TV-Formate wie TURBO – Das Automagazin und die PS-Profis mit Jean-Pierre Krämer und Sidney Hoffmann, wurden von der hauseigenen Kreativagentur Brandsome GmbH produziert, von der Zeljko Karajica auch Geschäftsführer war.

### ProSiebenSat.1
Im März 2012 wechselte Zeljko Karajica zur ProSiebenSat.1 Group, dort wurde er Geschäftsführer der ProSiebenSat.1 TV Deutschland GmbH. Im Jahr 2016 gründete er die ProSiebenSat.1 Sportbusiness-Unit 7Sports GmbH, bei der er die Position als CEO innehatte. Als 7Sports CEO verantwortete Karajica die ran-Plattform, ran Football, ranfighting, ranEsports, esports.com, Sportdeutschland.tv, YouSport, MMP-Event GmbH und die SAM Sports GmbH. Die MMP Event GmbH veranstaltet unter anderem das BMW-Open Tennisturnier in München, während sich die SAM SPORTS GmbH um die Beratung und Vermarktung von Sportlern kümmert. Im Jahr 2015 brachte Karajica die NFL im Format ran Football mit Jan Stecker, Patrick Esume und Christoph „Icke“ Dommisch ins deutsche Fernsehen, im Jahr 2018 wurde die Sendung mit dem deutschen Fernsehpreis für die „Beste Sportsendung“ 2018 ausgezeichnet. Ebenfalls im Jahr 2015 gründete Karajica die Kampfsport-Plattform ranfighting, welche die UFC Events nach Deutschland brachte und ein Archiv von tausenden Box-, Kickbox- und MMA-Kämpfen zum Streamen anbietet. 2017 baute Karajica den Esports-Zweig der ProSiebenSat.1 Gruppe auf und brachte verschiedene E-Sports-Formate ins deutsche Fernsehen. Im Jahr 2018 folgte der Erwerb der DTM Rechte und diese wird seitdem unter der Sendung ran racing auf dem Sender Sat.1 ausgestrahlt. 2020 sicherte Karajica die Rechte an der deutschen Auflage des Lifestyle-Fußball-Magazin Life After Football, die erste Ausgabe erschien am 20. Februar 2020 und David Alaba zierte das Cover. Ende Februar 2020 verließ Zeljko Karajica auf eigenen Wunsch den Konzern, um sich selbstständigen Tätigkeiten zu widmen.

### Filip Hrgović
Zeljko Karajica ist der Manager des kroatischen Schwergewichtsboxers Filip Hrgović. Dieser gewann die Bronzemedaille bei den Olympischen Sommerspielen 2016 in Rio de Janeiro für Kroatien und ist aktuell in den Top 10 bei den Profis gerankt.

### SEH Sports & Entertainment Holding
Nach seinem Ausstieg bei ProSiebenSat.1, gründete Zeljko Karajica zusammen mit seinem Bruder Tomislav Karajica die SEH Sports & Entertainment Holding. In der SEH Sports & Entertainment Holding, werden die verschiedenen Engagements der beiden gebündelt. Dazu zählen die Fußballvereine SK Austria Klagenfurt und FC Viktoria 1889 Berlin, das Esport Team Unicorns of Love, die American Football Liga European League of Football, der Sportvermarkter More than Sports und dem Sportsender More Than Sports TV, die Talentagentur More than Talents und das Fußball-Lifestyle-Magazin Life After Football. Anfang September 2020 stiegen der ehemalige ProSiebenSat.1-CEO Thomas Ebeling und KKR-Manager Johannes Huth als Gesellschafter in das Unternehmen ein. Im Januar 2023 wurde die SEH Sports & Entertainment Holding Hauptgesellschafter des kroatischen Erstligaclubs HNK Šibenik.

### European League of Football
Im November 2020 gründete Karajica gemeinsam mit Patrick Esume die European League of Football (ELF). Die SEH ist Hauptgesellschafter der Liga, deren CEO Karajica ist, und der Hamburg Sea Devils, die in der ELF spielen.

### all-in-production
Neben seinen Tätigkeiten als Medien- und Sportmanager ist er Gesellschafter und Geschäftsführer der Münchener Filmproduktionsfirma all-in-production. Diese produziert unter anderem Serien wie den Taunuskrimi und Gipfelstürmer – Das Berginternat für das ZDF, oder Fernsehfilme wie Schlaflos in Schwabing.

## Familie
Zeljko Karajica ist verheiratet und hat drei Kinder. Sein Bruder Markan Karajica war ebenfalls Manager bei ProSiebenSat.1 und ist Gründer und Geschäftsführer des Online-Fitness-Spezialisten 7NXT. Sein zweiter Bruder Tomislav Karajica ist Unternehmer und Investor.